# Сисини (Каљари)
Сисини је насеље у Италији у округу Каљари, региону Сардинија.
Према процени из 2011. у насељу је живело 178 становника. Насеље се налази на надморској висини од 264 м.